# Rue Longue
La rue Longue est une voie du quartier de Saint-Nizier dans le 1er arrondissement de Lyon, en France.

## Situation
La rue Longue est une rue se situant dans le premier arrondissement de Lyon. Elle croise les rues Lanterne, Chavanne, Paul-Chenavard, Pléney et celle du Président-Édouard-Herriot.

## Histoire
La rue Longue héberge notamment la salle Béal, au 21, qui est une salle de concert au début du XXe siècle, aujourd'hui transformée en galerie d'art.